# Kolonia Tymin
Kolonia Tymin – część wsi Tymin w Polsce położona w województwie lubelskim, w powiecie tomaszowskim, w gminie Tarnawatka.
W latach 1975–1998 Kolonia Tymin administracyjnie należała do województwa zamojskiego.
Wierni Kościoła rzymskokatolickiego należą do parafii Przemienienia Pańskiego w Rachaniach.